# Le Commandant de l'île aux oiseaux
Pour plus de détails, voir Fiche technique et Distribution.
Le Commandant de l’île aux oiseaux (en russe : Комендант Птичьего острова) est un drame soviétique en noir et blanc, réalisé par Vassili Pronine en 1939, produit par la société de production cinématographique Soyuzdetfilm. C'est l'adaptation de la nouvelle éponyme de Sergueï Dikovski, une robinsonnade soviétique.

## Synopsis
Le patrouilleur Smély (qui signifie littéralement « Audacieux » en français) arrête une embarcation japonaise dans l'espace maritime soviétique près de la Kamtchatka (à deux milles du port Zelyony Mys d'après le message codé intercepté). Les hommes qui tentent de se faire passer pour des pêcheurs s'avèrent être contrebandiers et espions. Ils sont arrêtés et remorqués sous la surveillance du capitaine assisté de marin Kositsyne qui restent sur leur navire. Dans la nuit, l'un des prisonniers réussit à scier le cordage qui retient leur embarcation. Une lutte s'engage entre le saboteur et le capitaine, ils passent par-dessus le bord. À ce moment une violente tempête éclate. Le petit navire dérive avec Kositsyne à la barre et les Japonais enfermés dans la cale. 
Ils échouent sur une île déserte. Désormais seul face au groupe ennemi, Kositsyne doit s'imposer et garder le moral dans la situation quasi désespérée. Il se proclame commandant de l’île aux oiseaux.

## Fiche technique
- Production : Gorki Film Studio
- Réalisation : Vassili Pronine
- Assistant réalisateur: E.Silberstein
- Scénario : Sergueï Dikovski
- Photographie : Marc Maguidson
- Assistant caméraman : M. Jeleznova
- Compositeur : Vano Mouradeli
- Texte de la chanson : Victor Goussev
- Son : S.Yourtsev, A.Pevzner
- Décors : Félix Bogouslavski
- Genre : Drame
- Langue : russe
- Durée : 55 min.
- Pays : URSS
- Sortie : 1939

## Distribution
- Leonid Kmit : Kositsyne
- Lev Potemkine (ru) : skipper du navire japonais
- Nikolaï Dorokhine (ru) : capitaine du navire Smély
- Nikolaï Gorlov (ru) : lieutenant du navire Smély
- Alekseï Dolinine : marin soviétique, membre d'équipage de Smély
- Aleksandre Gretchany (ru) : marin soviétique, membre d'équipage de Smély
- Piotr Savine (ru) : marin soviétique, membre d'équipage de Smély
- Alekseï Konsovski : opérateur de radiocommunication japonais
- Mikhaïl Troyanovski (ru) : chef des japonais